# Stary Lubliniec

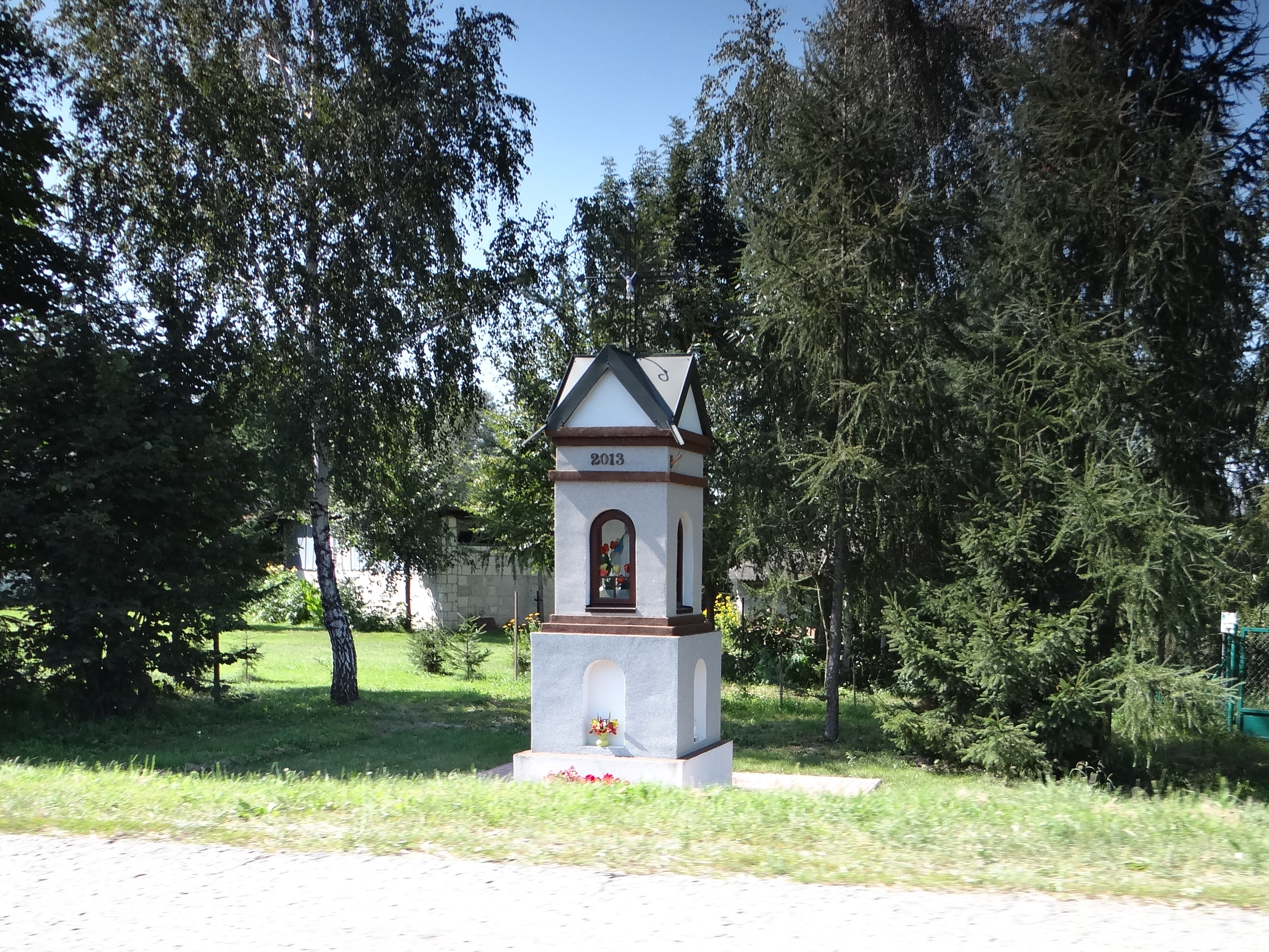
Kapliczka Matki Bożej z 2013

Stary Lubliniec (do 14 lutego 1968 Lubliniec Stary) – wieś w Polsce położona w województwie podkarpackim, w powiecie lubaczowskim, w gminie Cieszanów. Fizjograficznie wieś leży na terenie Płaskowyżu Tarnogrodzkiego, na skraju Roztocza. Zajmuje 15,26 km² i sąsiaduje z miastem Cieszanów i wsiami: Niemstów, Nowy Lubliniec, Żuków oraz Zamch (gmina Obsza, woj. lubelskie).
Wieś starostwa niegrodowego lubaczowskiego na początku XVIII wieku. W latach 1975–1998 miejscowość administracyjnie należała do województwa przemyskiego.
Przez miejscowość przepływa Wirowa, niewielka rzeka dorzecza Wisły, dopływ Tanwi.

## Historia

### XV-XIX wiek
Osadę lokowano prawdopodobnie pod koniec XV w. na prawie ruskim. Pierwsza wzmianka o miejscowości pochodzi z 1507 roku. W 1531 roku wieś była wzmiankowana w regestrach poborowych, jako Lubliniec, posiadającą 4¾ łanów kmiecych, wieś należała do parafii rzymskokatolickiej w Lubaczowie (Parochia in Lubaczów), a także wzmiankowano o istnieniu cerkwi (pop ab eccl.). W 1578 roku wieś była wzmiankowana jako Lubliniecz. Szybki rozwój wsi nastąpił w XVI i XVII wieku. Od połowy XVI w. objęta była kolonizacją wołoską. Areał uprawny chłopi lublinieccy powiększali karczując lasy. Wśród mieszkańców Lublińca Starego byli bartnicy, karczmarze, kowale i kuśnierze. Według lustracji z 1565 r. w miejscowości żyło m.in. 7 bartników i 4 karczmarzy. Funkcjonowały wówczas 3 karczmy. Ludność zajmowała się hodowlą owiec. W całej osadzie stado tych zwierząt liczyło ok. 900–1000 sztuk. W 1566 r. w źródłach odnotowano kniazia lublinieckiego Pawlika. Około 1569 roku Jerzy Jazłowiecki z Buczacza, wojewoda ruski, hetman wielki koronny i starosta lubaczowski, naprzeciwko Lublińca Starego lokował wieś zwaną Wolą na Sieliszczach, która z czasem przybrała nazwę Lublińca Nowego. W 1571 roku ufundował w Lublińcu Starym cerkiew i nadał jej jako uposażenie pół łanu ziemi. Miejscowość otrzymała w 1590 r. od króla Zygmunta III Wazy przywilej, ustalający wysokość pańszczyzny na dwa dni tygodniowo. Akt ten władca odnowił w 1601 r. Dzięki staraniom marszałka wielkiego koronnego i starosty lubaczowskiego Jerzego Augustyna Mniszcha, król August III Sas w 1736 r. potwierdził dekret, a w 1748 r. zmniejszył wymiar powinności lublinieckich chłopów. W XVIII w. część mieszkańców trudniła się gonciarstwem. Miejscowi gonciarze w 1713 r. oddawali na potrzeby zamku w Lubaczowie 200 kop gontów rocznie. We wsi znajdowały się także duże stawy rybne.
W ciągu XVII w. w Lublińcu Starym miały miejsce zaburzenia społeczne na tle ekonomicznym. Ich powodem były liczne nadużycia dzierżawców wsi wobec jej mieszkańców. W 1609 r. słudzy administratora starostwa lubaczowskiego Jana Bębnowskiego bili chłopów podczas pracy. Podstarości lubaczowski Winiarski zmuszał mieszkańców do odrabiania pańszczyzny ponad ustalone normy. Opornym groził śmiercią. Wyzyskiwani chłopi lublinieccy w 1627 r. spisali „Pamięć krzywd wsi Lublińca”. W 1641 r. administracja starościńska nakazywała im ponad miarę jeździć wozami po sól do Drohobycza i transportować ją stamtąd do Lublina.
W 1625 r. wieś została częściowo zniszczona przez najazd tatarski. Połączone siły ordy budziackiej i krymskiej dotarły do miejscowości i spaliły kilka zabudowań. Cztery lata później Tatarzy w Lublińcu Starym i Nowym zniszczyli 11 ze 165 budynków.
Do 1778 r. Lubliniec Stary był wsią królewską (tzw. królewszczyzną) w starostwie lubaczowskim. W tym roku wszedł w skład habsburskich dóbr rządowych. We wsi mieszkali Polacy, Ukraińcy i Żydzi. W składzie narodowościowym zdecydowanie dominowała ludność ukraińska. Około 1785 r. miejscowość liczyła 755 mieszkańców, w tym 750 wyznawców obrządku wschodniego i 5 wiernych wyznania mojżeszowego. W październiku 1818 r. miejscowość kupił Herman baron Brunicki. Po 1841 r. należała ona do członków rodziny Brunickich – Piotra i Zdzisława. Do 1880 r. Lubliniec Stary znacznie się powiększył. Mieszkało w nim wówczas wraz z obszarem dworskim 1151 osób, w tym zdecydowaną większość stanowili greko-katolicy. Wiernych obrządku łacińskiego było zaledwie kilkunastu. Na początku XX w. Lubliniec Stary nabyli Parnasowie, którzy byli jego właścicielami do wybuchu II wojny światowej.
W ciągu XIX i XX wieku w Lublińcu Starym funkcjonowała szkoła, karczma i folwark. Niedaleko miejscowości przebiegała granica monarchii habsburskiej z Królestwem Polskim. Dlatego znajdował się tu posterunek żandarmerii austriackiej, która ścigała przemytników.

### I wojna światowa
Podczas I wojny światowej część zabudowań uległa zniszczeniu. 1 listopada 1918 r. wieś została opanowana przez milicję ukraińską. Rozpoczęła się wojna polsko-ukraińska. 13 grudnia 1918 r. oddziały polskie zaatakowały Lubliniec Nowy i Lubliniec Stary. Po zaciętym boju zdobyły wsie. Podczas walk zginęło 8 ukraińskich milicjantów: Petro Szeremet, Stefan Kuszczak, Stefan Skrul, Mychajło Jarema, Petro Owerko, Petro Rawskij, Andrij Lewkowicz, Mychajło Bodnar.

### Okres międzywojenny
W II Rzeczypospolitej wieś w powiecie lubaczowskim województwa lwowskiego. W 1921 r. na terenie wsi znajdowały się 234 gospodarstwa. Zamieszkiwało ją wówczas 1316 osób (1240 grekokatolików, 19 wiernych wyznania rzymskokatolickiego i 57 mojżeszowego). W okresie dwudziestolecia międzywojennego Lubliniec Stary stał się jednym z głównych ośrodków kultury ukraińskiej na terenie powiatu lubaczowskiego. Sołtysem wsi był Stefan Biłyj. Dyrektorem czteroklasowej szkoły powszechnej był Rodion Durkot. Uczono w niej w języku ukraińskim. Istniała czytelnia „Proswity”, której kierownikiem był Andrij Kuszczak. Działały przy niej towarzystwa sportowe „Sokił” i „Łuh”, a także chór i teatr amatorski. Dyrygentem chóru był Teodor Skalij. Opieką nad teatrem sprawował Andrij Kuszczak. Ukraińcy posiadali także sklep spółdzielczy „Dobrobut”. Po jego powstaniu większość sklepików żydowskich zbankrutowała, gdyż Ukraińcy kupowali towary tylko w swoim sklepie. Niewielką olejarnię prowadził Żyd Jankiel. Kowalem był Franciszek Sokołowski. W 1934 r. liczba mieszkańców wzrosła do 1494 osób (20 Polaków, 1430 Ukraińców, 44 Żydów). Część wsi nazywana była Miasteczkiem. Do 1937 r. Lubliniec Stary był gminą samoistną. Stanowisko wójta pełnił Mychaiło Paszko. W 1937 r. nastąpiła reorganizacja i miejscowość weszła w skład gminy zbiorowej Cieszanów -Wieś. W tym samym roku powstały w Lublińcu Starym struktury nielegalnej Organizacji Ukraińskich Nacjonalistów (OUN).

### II wojna światowa
Pod koniec sierpnia 1939 r. wielu mężczyzn ze wsi powołano do Wojska Polskiego. W walkach pod Modlinem we wrześniu 1939 r. zginął Andrij Pandzo. 8 września 1939 r. miejscowość zajęły wojska niemieckie. Jednak 27 września tegoż roku do Lublińca Starego wkroczyła Armia Czerwona. Ostatecznie po wytyczeniu w terenie granicy niemiecko-sowieckiej jesienią 1939 r. wieś znalazła się po stronie niemieckiej. Sowieci wycofali się za kordon graniczny.
Początkowo okupacja niemiecka nie była dla mieszkańców miejscowości zbyt uciążliwa. W latach 1940–1941 wielu Ukraińców dobrowolnie wyjechało na roboty do III Rzeszy. Wiosną 1940 r. Niemcy rozpoczęli budowę odcinka strategicznej drogi z Lublińca Starego do Zamchu. W pracach uczestniczyła miejscowa ludność. Okupant przygotowywał się do ataku na ZSRR. Budynek szkoły zamieniono na koszary dla wojska. W pobliskich lasach wybudowano magazyny wojskowe.
Sytuacja we wsi zmieniła się po agresji niemieckiej na ZSRR w 1941 r. Okupant wprowadził wysokie kontyngenty żywnościowe. Niewywiązanie się z obowiązkowych dostaw groziło wysłaniem do obozu koncentracyjnego. Przymusowo wywieziono na roboty do III Rzeszy wielu mieszkańców. W 1943 r. w Starym Lublińcu zorganizowano bojówkę Ukraińskiej Narodowej Samoobrony (UNS), a w 1944 r. Samoobronnyj Kuszczowyj Widdił (SKW) „Trembita”.
Pod koniec II wojny światowej Stary Lubliniec był terenem walk oddziałów radzieckich, polskich i oddziałów UPA. 2 maju 1944 nacjonaliści ukraińscy z SKW zamordowali tutaj 18 Polaków. 4 IX 1944 r. został zamordowany przez UPA kowal Jan Wingert z Niemstowa, a na początku 1945 r. greckokatolicki ksiądz za pomoc udzieloną Polakowi. 10 października 1944 r. 32 mieszkańców wsi zginęło z rąk MO w Rudzie Różanieckiej. Po ataku na Rudkę Polacy z Lublińca Starego uciekli za San. W marcu 1945 r. z rąk partyzantki ukraińskiej zginęli Jerzy Sudyn i pochodząca z Folwarków Julia Jabłońska. W czerwcu 1945 r. UPA powiesiła miejscowego sołtysa Zagraja za niewykonanie jej poleceń.
23 marca 1945 r. pięcioosobowy patrol MO z Cieszanowa wpadł w zasadzkę zorganizowaną przez partyzantkę ukraińską na terenie Lublińca Starego. Zginęło 3 milicjantów: Kazimierz Gelmuda, Józef Wolski i Taras. Następnego dnia połączone siły milicji i żołnierzy z 2. Samodzielnego Batalionu Operacyjnego Wojsk Wewnętrznych zaatakowały wieś, bronioną przez oddział UPA. Atak został odparty. Śmierć poniosło 12 żołnierzy i milicjant. Dwa dni później znacznie większe siły wojska i milicji okrążyły Lubliniec Stary i Nowy. W pacyfikacji tych wsi zginęło 58 osób (według innych danych po 41 w Lublińcu Starym i Nowym). Ponad 70% zabudowań wsi zostało spalonych.

### Lata powojenne
Według danych ze stycznia 1945 r. miejscowość zamieszkiwało 1240 osób w tym 1238 Ukraińców i tylko 2 Polaków. Po pacyfikacji wsi w marcu 1945 r. liczba mieszkańców zmniejszyła się. W listopadzie 1945 r. kilkuset Ukraińców zostało przymusowo wysiedlonych do USRR. Pozostali uciekli do lasu bądź schronili się w Zamchu i innych wsiach. Wiosną 1947 r. podczas Akcji „Wisła” przesiedlono ich wraz z członkami polsko – ukraińskich rodzin mieszanych w liczbie ponad 400 osób na Ziemie Odzyskane. Latem 1947 r. utworzono we wsi posterunek ochronny MO, liczący 13 milicjantów (l podoficer, 12 szeregowych). Do Lublińca Starego zaczęli napływać osadnicy z powiatów: Mielec, Nisko, Brzesko. Osiedli tu także dawni mieszkańcy Rudki oraz osoby z Huty Różanieckiej.
W roku 1966 została utworzona w Starym Lublińcu rzymskokatolicka Parafia Przemienienia Pańskiego, która wykorzystuje do celów sakralnych dawną cerkiew.

## Kościół
4 września 1966 roku została erygowana parafia rzymskokatolicka pw. Przemienienia Pańskiego, a dawna cerkiew z 1926 roku, stała się kościołem parafialnym. W latach 1968–1969 zbudowano plebanię. W latach 1972–2000 odnowiono kościół, który jest murowany, na przecięciu nawy głównej z transeptem jest wysoka kopuła, a prezbiterium znajduje się w głębokiej absydzie. W 1981 roku założono nowy parafialny cmentarz.
Proboszczowie parafii
- 1966–1978 – ks. Michał Goniak,
- 1978–2008 – ks. Michał Opaliński,
- 2008–2014 – ks. Janusz Wyłupek,
- od 2014 – ks. Ryszard Antonik.

Parafia przynależy do dekanatu Cieszanów w diecezji zamojsko-lubaczowskiej.